# Eudorylas zonatus
Eudorylas zonatus är en tvåvingeart som först beskrevs av Zetterstedt 1849.  Eudorylas zonatus ingår i släktet Eudorylas och familjen ögonflugor. Arten är reproducerande i Sverige. Inga underarter finns listade i Catalogue of Life.